# It Don’t Mean a Thing (If It Ain’t Got That Swing)
It Don’t Mean a Thing (If It Ain’t Got That Swing) ist ein Jazz-Standard aus dem Jahr 1931, der von Duke Ellington komponiert wurde. Der Text stammt von Irving Mills. Der Titel soll auf eine Phrase des Trompeters Cootie Williams zurückgehen, nach anderen Quellen stammt er von dem an Tuberkulose verstorbenen Trompeter des Ellington Orchesters Bubber Miley.

## Hintergrund
Die Komposition wurde von Ellington im August 1931 während einer Pause in der Chicago’s Lincoln Tavern geschrieben und ist in AABA-Form gehalten. Sie wurde erstmals vom Duke Ellington Orchestra für Brunswick Records (Br 6265) am 2. Februar 1932 aufgenommen. Auf dieser ersten Aufnahme singt die neuverpflichtete Ivie Anderson, die Soli stammen von Posaunisten Joe Nanton und dem Alt-Saxophonisten Johnny Hodges. 1932 war diese Aufnahme 6 Wochen in der amerikanischen Hitparade, wo sie bis auf Platz 6 vordrang. Im Herbst 1936 folgte eine Cover-Version der Mills Brothers, die Platz 7 der Charts erreichte.
Das Lied wurde nach Ellingtons Meinung berühmt, weil es die Empfindungen ausdrückte, die bei den Jazz-Musikern der Zeit vorherrschten („as the expression of a sentiment which prevailed among jazz musicians at the time“).
Es war wahrscheinlich eines der ersten Lieder, die das Wort „Swing“ im Titel führten und es in den allgemeinen Sprachgebrauch einführten, als Ankündigung der Swing-Era. Ellington nahm das Stück mehrmals über die Jahre auf und es wurde in dieser Zeit zum Erkennungsstück des Orchesters.
Das Lied wurde auch in mehreren Filmen verwendet: Harlem Nights (1989), Swing Kids (1993, mit Billy Banks) und Corrina, Corrina (2000, Ivie Anderson mit dem Duke Ellington Orchestra).

## Bekannte Aufnahmen anderer Musiker
- Thelonious Monk – Thelonious Monk plays the Music of Duke Ellington (1955)
- Rosemary Clooney, Duke Ellington – Blue Rose (1956)
- Ella Fitzgerald – Ella Fitzgerald Sings the Duke Ellington Songbook (1957), Ella and Duke at the Cote D’Azur (1967), Ella in London (1974)
- Nina Simone – Nina Simone Sings Ellington (1962)
- Carmen McRae, Betty Carter – The Carmen McRae-Betty Carter Duets (1987)
- Tony Bennett – MTV Unplugged: Tony Bennett (1995), Bennett Sings Ellington: Hot & Cool (1999)
- Marian McPartland/Willie Pickens – Ain’t Misbehavin’: Live at the Jazz Showcase (2000)
- Eva Cassidy – American Tune (2003)
- The Mills Brothers Golden Greats (2002), Goodbye, Blues (2005)
- Gabin – Doo Uap, Doo Uap, Doo Uap (2007)
- Club des Belugas – SWOP!  (feat. Brenda Boykin) (2008)
- Lady Gaga & Tony Bennett – Cheek to Cheek (2014)